# 云南旱蕨
云南旱蕨（学名：Cheilanthes bhutanica）为凤尾蕨科碎米蕨属下的一个种。见于云南中部及四川（康定），少见。模式标本采自云南。其种加词“bhutanica”意为“不丹的”。
现接受名为云南孤囊蕨（Oeosporangium yunnanense (Ching) Fraser-Jenk. & Pariyar, 2016）。